# Quận Carter, Montana
Quận Carter là một quận thuộc tiểu bang Montana, Hoa Kỳ.
Quận này được đặt tên theo. Theo điều tra dân số của Cục điều tra dân số Hoa Kỳ năm 2000, quận có dân số người. Quận lỵ đóng ở.

## Địa lý
Theo Cục điều tra dân số Hoa Kỳ, quận có diện tích km2, trong đó có km2 là diện tích mặt nước.

## Thông tin nhân khẩu
Theo điều tra dân số 2 năm 2000, quận này đã có dân số 1.360 người, 543 hộ gia đình, và 382 gia đình sống trong quận hạt. Mật độ dân số là <1/km ² (<1/sq mi). Có 811 đơn vị nhà ở mật độ trung bình của <1/km ² (<1/sq mi). Thành phần chủng tộc của cư dân sinh sống trong quận gồm 98,60% người da trắng, 0,07% da đen hay Mỹ gốc Phi, 0,37% người Mỹ bản xứ, 0,15% ở châu Á, 0,29% từ các chủng tộc khác, và 0,51% từ hai hoặc nhiều chủng tộc. 0,59% dân số là người Hispanic hay Latino thuộc một chủng tộc nào. 35,3% là người gốc Đức, 14,0% tiếng Anh, Na Uy 12,9%, 11,1% và 5,2% Ailen gốc Scotland theo điều tra dân số năm 2000.
Có 543 hộ, trong đó 30,60% có trẻ em dưới 18 tuổi sống chung với họ, 60,60% là đôi vợ chồng sống với nhau, 7,00% có một chủ hộ nữ không có mặt chồng, và 29,50% là không lập gia đình. 27,10% hộ gia đình đã được tạo ra từ các cá nhân và 14,90% có người sống một mình 65 tuổi hoặc lớn tuổi hơn là người. Cỡ hộ trung bình là 2,47 và cỡ gia đình trung bình là 2,99.
Trong quận cơ cấu độ tuổi dân cư được trải ra với 26,50% dưới độ tuổi 18, 4,10% 18-24, 24,90% 25-44, 26,50% từ 45 đến 64, và 17,90% từ 65 tuổi trở lên người. Độ tuổi trung bình là 42 năm. Đối với mỗi 100 nữ có 94,80 nam giới. Đối với mỗi 100 nữ 18 tuổi trở lên, đã có 96,70 nam giới.
Thu nhập trung bình cho một hộ gia đình trong quận đạt mức USD 26.313, và thu nhập trung bình cho một gia đình là USD 32.262. Phái nam có thu nhập trung bình USD 21.466 so với 15.703 USD đối với phái nữ. Thu nhập bình quân đầu người là 13.280 USD. Có 15,90% gia đình và 18,10% dân số sống dưới mức nghèo khổ, bao gồm 16,20% những người dưới 18 tuổi và 16,40% của những người 65 tuổi hoặc cao hơn.